# Weigendorf
Weigendorf är en kommun och ort i Landkreis Amberg-Sulzbach i Regierungsbezirk Oberpfalz i förbundslandet Bayern i Tyskland.
Kommunen ingår i kommunalförbundet Neukirchen bei Sulzbach-Rosenberg tillsammans med kommunerna Etzelwang och Neukirchen bei Sulzbach-Rosenberg.